# Primeira Comissão Brasileira Demarcadora de Limites

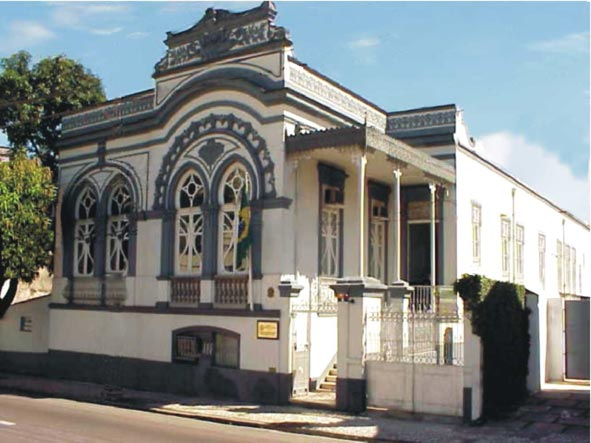
Sede em Belém

A Primeira Comissão Brasileira Demarcadora de Limites (PCDL) é órgão técnico do Ministério das Relações Exteriores sediado em Belém (Pará). Criada em 1973, é encarregada de executar os trabalhos de demarcação e caracterização das fronteiras e incumbir-se da inspeção, manutenção e densificação dos marcos de fronteira. À Primeira Comissão Brasileira Demarcadora de Limites (PCDL) estão afetas as fronteiras do Brasil com Peru, Colômbia, Venezuela, Guiana, Suriname e Guiana Francesa. 
Para cumprir a missão de demarcar limites, a SCDL executa juntamente com os delegados das Comissões Estrangeiras correspondentes os trabalhos de demarcação e caracterização das fronteiras. Também incumbe a tarefa de inspeção e densificação dos marcos da Fronteira. Além disso, efetua, sempre que necessário, reuniões com autoridades estrangeiras correspondentes com o fim de planejar as campanhas a realizar e de consignar em Ata conjunta os trabalhos executados.

## Dados históricos
Os trabalhos de demarcação do território brasileiro remontam inicialmente a épocas anteriores a seu próprio descobrimento, com o Tratado de Tordesilhas, de 1494. Atualmente, os maiores esforços das Comissões concentram-se na Região Amazônica, com trabalhos de caracterização e manutenção dos limites estabelecidos. Foi a negociação dos limites fronteiriços do Brasil que tornou o Barão do Rio Branco o patrono da diplomacia brasileira. 
A primeira Comissão foi criada em janeiro de 1928 e era chamada de Comissão de Limites das Fronteiras das Zonas Norte, Oeste e Sul. A estrutura atual é de março de 1973, quando foram criadas pelos governos militares duas: a Primeira (PCDL) e a Segunda (SCDL) Comissões Brasileiras Demarcadoras de Limites. A PCDL tem sede em Belém do Pará e é encarregada das fronteiras brasileiras com o Peru, a Colômbia, a Venezuela, a Guiana Francesa, o Suriname e a Guiana. Já a SCDL é sediada no Rio de Janeiro e responsável pelas fronteiras com Bolívia, Paraguai, Argentina e Uruguai.